# Musgrave Land
Musgrave Land is een schiereiland in Newfoundland en Labrador, de oostelijkste provincie van Canada. Het ligt in het uiterste oosten van de regio Labrador, aan een afgelegen deel van de Labradorzeekust. Doordat er geen wegen of andere vormen van transportinfrastructuur zijn, is het schiereiland alleen per boot te bereiken.
De enige nederzetting in het gebied is Indian Tickle. Het was in de 19e eeuw een van de belangrijkste vissersdorpen in Labrador. Sinds het midden van de 20e eeuw heeft de plaats geen permanente inwoners meer, al blijft ze seizoensgebonden in gebruik.

## Toponymie
De officiële naam van het schiereiland is Musgrave Land, met een spatie tussen beide woorden. Er is geen Franstalige versie van de naam, al wordt er in die andere Canadese landstaal voor de duidelijkheid naar verwezen als la péninsule Musgrave Land.
Tot halverwege de 19e eeuw had het gebied geen officiële naam en werd het bijgevolg alleen beschrijvend aangeduid. Zo verwees de lang in Labrador actieve ontdekkingsreiziger, pelsjager en handelaar George Cartwright er in de jaren 1770 naar als "het schiereiland dat de Rocky Bay van de Table Bay scheidt en aan haar uiteinde een zijde van de Indian Tickle vormt".
De huidige naam van het schiereiland stamt uit het midden van de jaren 1860 en verwijst waarschijnlijk naar Sir Anthony Musgrave, die toen gouverneur van de Kolonie Newfoundland was (en van wie het geweten is dat hij Indian Tickle bezocht). Dit past binnen de koloniale traditie in Newfoundland om plaatsen te vernoemen naar gouverneurs, vaak na een bezoek. Zo zijn ook de Newfoundlandse locaties Musgrave Harbour, Musgravetown en Mount Musgrave naar Sir Anthony Musgrave vernoemd.

## Geografisch overzicht

### Situering
Musgrave Land ligt ongeveer 60 km ten zuidoosten van de gemeente Cartwright en op zo'n 20 km ten noordwesten van de kleine eilandgemeenschap Black Tickle. Op 15 km ten noordwesten van de noordelijke kaap bevindt zich de toegang tot de Table Bay.
In het noorden grenst het schiereiland aan de open wateren van de Labradorzee, en in het noordwesten aan de baai Sand Hill Cove. De noordoostkust wordt gevormd door het één kilometer brede zeegat Indian Tickle, dat Musgrave Land scheidt van Indian Island. Aan de zuidoostkust ligt de Rocky Bay, een breder zeegat dat tussen Musgrave Land en het grote Island of Ponds ligt. In het zuiden grenst het ten slotte aan de oevers van de zeearm Stoney Arm. Het schiereiland ligt over zijn volledige lengte parallel aan het zuidelijker gelegen Labradorse vasteland, dat aan de overkant van de Stoney Arm ligt.
Andere noemenswaardige eilanden in de directe omgeving van Musgrave Land zijn het in de Stoney Arm gelegen Narrow Island, het direct ten oosten van Musgrave Land gelegen Parr Island en de vlak voor de noordkust gelegen eilanden Red Island en Green Island.

### Omschrijving

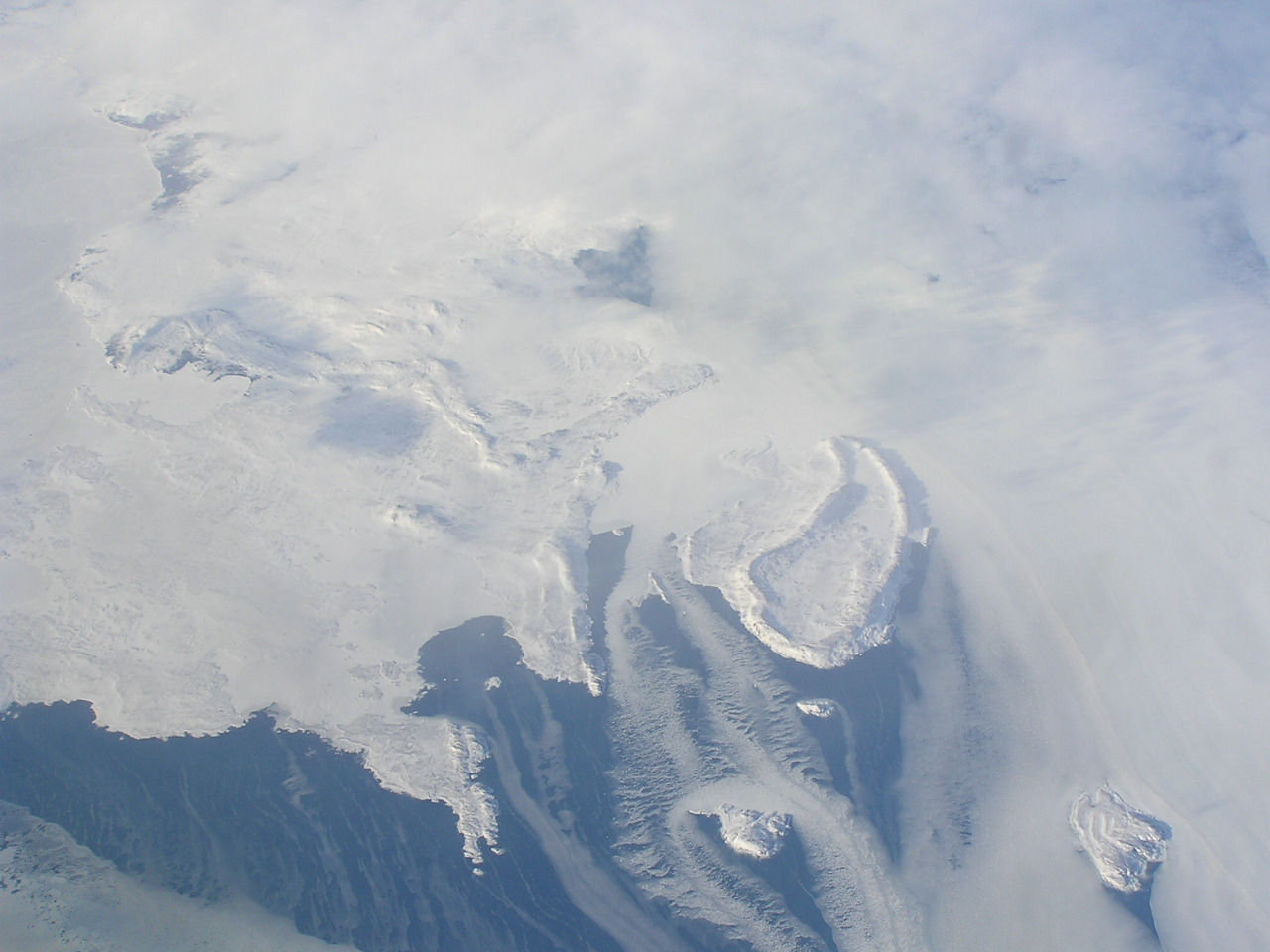
Westwaarts gericht winters luchtbeeld. Het eiland met klauwvormige richel is Indian Island, met links ervan White Point (boven) en Fox Head (onder). De kaap onderaan de foto is Salmon Point, met tussen die kaap en Fox Head ook de ijsvrije South Shoal Bay die duidelijk zichtbaar is.

Het schiereiland heeft van zijn landengte in het westen tot het verste punt in het zuidoosten een lengte van 18 km. De maximale breedte is 6,5 km, terwijl de landengte slechts 1,6 km breed is.
Musgrave Land heeft vier kapen die een officiële naam dragen. Level Point is het zuidelijkste punt en markeert de overgang van de Rocky Bay in de Stoney Arm. Cape Greep, die oprijst tot een donkere en vrijwel kegelvormige heuvel, is dan weer het noordelijkste punt en geeft de toegang tot de Sand Hill Cove aan. White Point en Fox Head markeren ten slotte respectievelijk de noordelijke en zuidoostelijke toegang tot de Indian Tickle, waarbij Fox Head tegelijk ook het oostelijkste punt van Musgrave Land is.
Ongeveer halverwege de vastelandskust van de Indian Tickle ligt een kleine vissersnederzetting met dezelfde naam. De noordelijke toegang van het voornoemde zeegat wordt voor de scheepvaart aangegeven door de lichtopstand van White Point.
De ruige noordkust bestaat tussen Cape Greep en White Point uit twee ondiepe baaien, van elkaar gescheiden door een naamloze landtong die tot op amper 90 meter van Red Island reikt. De oostelijke van de twee baaien staat bekend als de North Shoal Bay, terwijl de westelijke bocht naamloos is, maar wel een benoemde cove heeft: de Mother Burns Cove. De North Shoal Bay is niet te verwarren met de South Shoal Bay, een eveneens ondiepe baai in het zuidoosten, gelegen tussen Fox Head en Parr Island.
Tussen Parr Island en Musgrave Land liggen enkele kleine, zanderige eilandjes en zandbanken, die bij eb droogvallen en zo een tijdelijke verbinding met het vasteland vormen. Vanuit het perspectief van de scheepvaart wordt Parr Island daarom soms als een extensie van Musgrave Land beschouwd, met Salmon Point als oostelijkste punt.
In tegenstelling tot de bergen, fjorden en kliffen die kenmerkend zijn voor grote delen van de Labradorse kust, is Musgrave Land uitzonderlijk vlak en laaggelegen. De wateren rondom het schiereiland zijn daardoor overwegend ondiep en hoogstens geschikt voor kleine vaartuigen. Met uitzondering van de rotsachtige kust rondom Cape Greep is het dan ook grotendeels omringd door zand- en grindstranden. Toch zijn er enkele heuvels, voornamelijk in het westen, evenals een centrale heuvelrug die van noord naar zuid loopt en die op een aantal plaatsen meer dan 100 m boven zeeniveau uitreikt. Het hoogste punt ligt op 107 m boven de zeespiegel.
Het schiereiland heeft tientallen meren en honderden poelen en plassen, waarvan sommige worden afgewaterd door beken. De meeste meren zijn klein, al zijn er ook enkele grote, waaronder het grootste meer in het westen, dat ongeveer 90 hectare beslaat en enkele eilanden heeft. Musgrave Land heeft ook een aantal lagunes, die door schoor- of strandwallen deels of naargelang de getijden van zee gescheiden worden.

## Fysische geografie

### Geologie
Geologisch gezien kan de bodem van Musgrave Land in twee categorieën worden verdeeld. Het grootste deel bestaat uit zogenaamde Vroeg-Labradorse granitoïde en geassocieerde gesteenten, die zo'n 1,67 tot 1,68 miljard jaar oud zijn. Daarnaast zijn er op enkele plaatsen ook Laat-Labradorse anorthositische en mafische intrusies, die naar schatting 1,60 tot 1,66 miljard jaar oud zijn. Beide categorieën vallen op de geologische tijdschaal onder het Statherium, een tijdperk in het late Paleoproterozoïcum.
De Laat-Labradorse intrusies komen vooral voor rond Cape Greep, delen van de centrale heuvelrug en langs de kust van de Indian Tickle. Deze gesteenten bestaan uit massieve tot sterk gefolieerde gabbro en noriet, dewelke grotendeels subofitisch zijn, maar lokaal ook coronitisch.
De Vroeg-Labradorse gesteenten beslaan meer dan driekwart van de bodem van Musgrave Land, al is er binnen deze groep aanzienlijke variatie. De meest voorkomende subcategorie bestaat uit gefolieerde tot gneisische granodioriet, evenals soortgelijke gebandeerde gneis. Deze bodemsamenstelling komt voor in grote delen van het oost-centrale deel van het schiereiland en direct ten oosten van de landengte. Zo goed als alle andere Vroeg-Labradorse gesteenten van Musgrave Land zijn eveneens gefolieerd tot gneisisch. Afhankelijk van de locatie gaat het hierbij onder andere om dioriet, kwartsdioriet, kwartsmonzoniet, syeniet en verschillende types van graniet. De enige uitzondering is een klein gebied tussen de landengte en het grote westelijke meer, dat onder meer bestaat uit amfibolitische lenzen en lagen, die voornamelijk restanten zijn van voormalige dikes.

### Klimaat
Musgrave Land heeft een subarctisch klimaat van het type Dfc volgens de klimaatclassificatie van Köppen. Dit klimaattype komt voor in vrijwel heel de regio Labrador, met uitzondering van het uiterste noorden. In een Dfc-klimaat heeft de koudste maand van het jaar een gemiddelde temperatuur lager dan 0°C en zijn er 1 tot 3 maanden per jaar waar de gemiddelde temperatuur hoger ligt dan 10°C. Er zijn daarenboven geen significante verschillen in neerslaghoeveelheid tussen de seizoenen.
Door het koude klimaat bevindt er zich jaarlijks maandenlang zee-ijs in de wateren rondom het schiereiland. In de lente passeren er honderden ijsbergen langsheen de kust, meedrijvend met de Labradorstroom.

### Fauna en flora

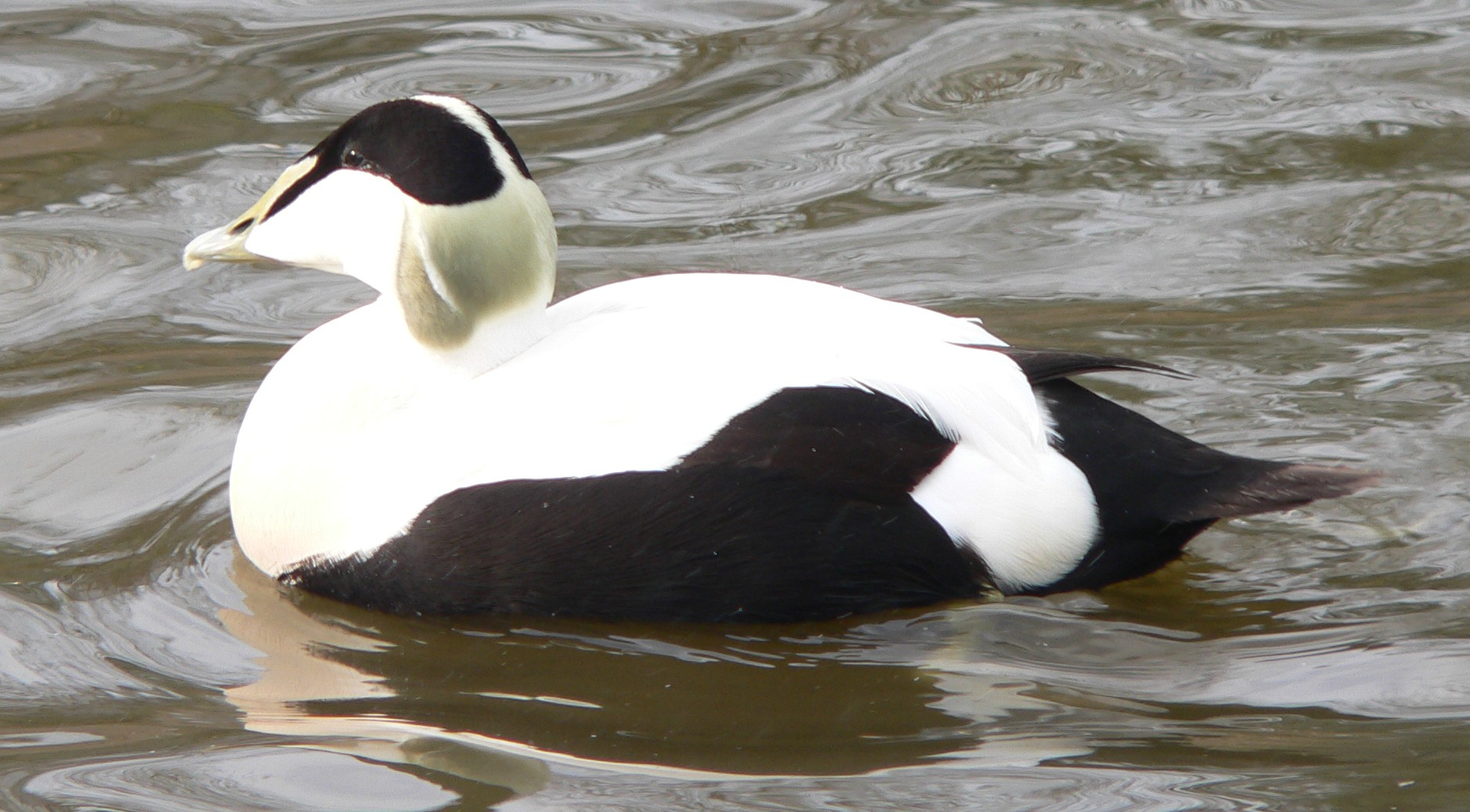
Een mannelijke eidereend in zijn zomerverenkleed

Musgrave Land en de iets noordwestelijker gelegen Table Bay vormen gezamenlijk het belangrijkste broedgebied van de eidereend in Labrador. Twee van de drie grootste broedkolonies bevinden zich net voor de kust van Musgrave Land, namelijk op Green Island en op een klein naamloos rotseiland direct ten zuiden daarvan. Ook op andere eilanden en rotsen vlak voor de kust van Musgrave Land bevinden zich nog verscheidene kleinere kolonies. Door de grote aantallen broedende eidereenden en de vele brilzee-eenden die er jaarlijks komen ruien, is een deel van de kust van Musgrave Land, met name het gebied rond de Sand Hill Cove, opgenomen in het Important Bird Area "Table Bay".
De kustwateren van Musgrave Land maken daarenboven deel uit van een uitgestrekt Ecologically and Biologically Significant Area genaamd "Hamilton Inlet". Dit kustgebied heeft deze status enerzijds omdat de wateren rijk zijn aan grote aantallen vissen en bijgevolg erg belangrijk zijn voor allerhande zeevogels en anderzijds omdat het seizoensgebonden drijfijs jaarlijks veel parende zadelrobben aantrekt. Verscheidene commercieel belangrijke vissoorten komen in groten getale voor in de wateren rondom Musgrave Land, waaronder lodde, Atlantische zalm, kabeljauw en haring.
Op het schiereiland zelf komen ook verscheidene zoogdieren voor, waaronder grote predatoren die op de eenden jagen. Het gaat hierbij met name om de rode vos, poolvos en ijsbeer.

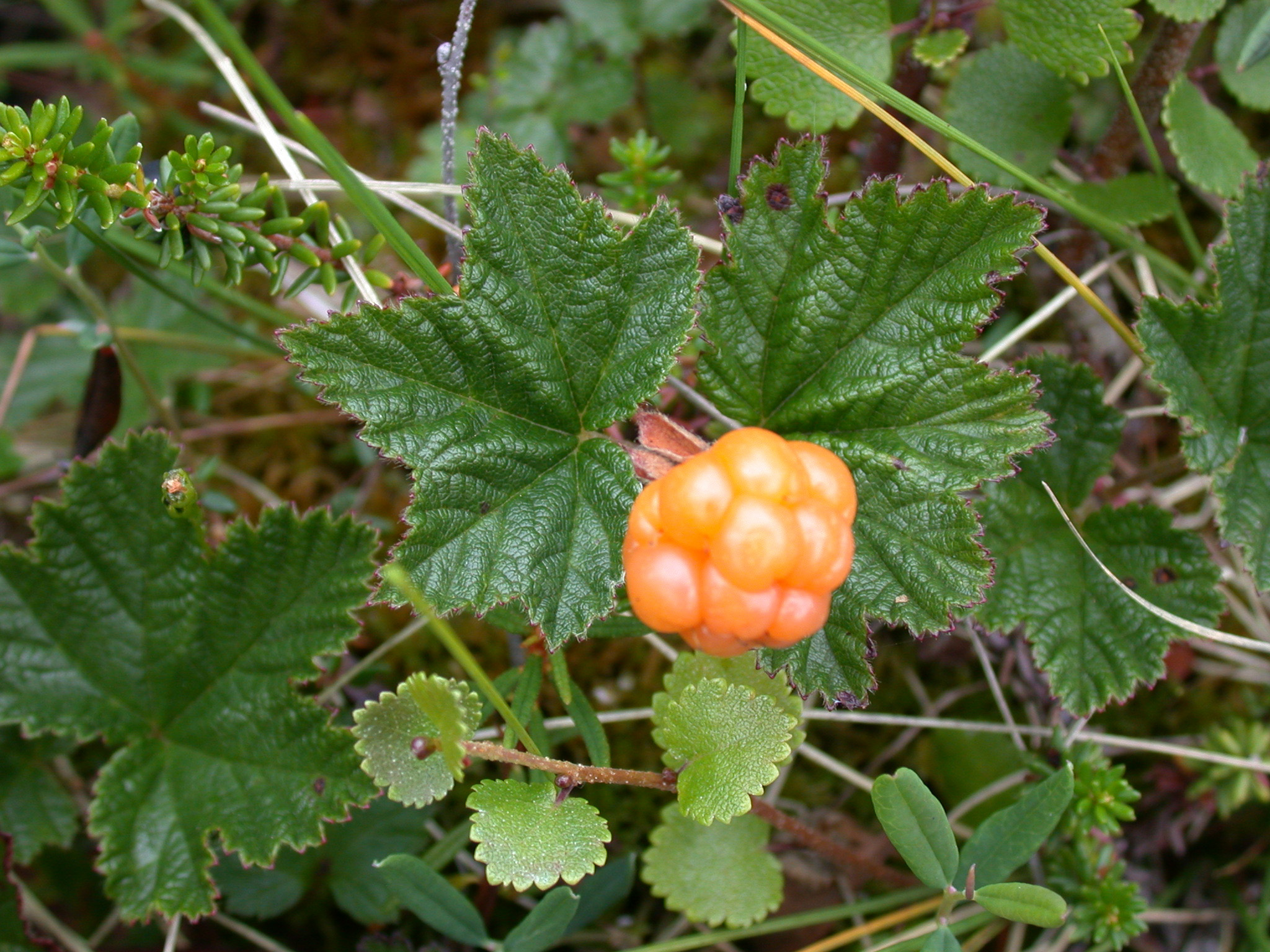
Een kruipbraam met rijpe bes

De begroeiing op het schiereiland is vrij kaal en bestaat voornamelijk uit dun begroeid struweel, al zijn er hier en daar ook kleine bosjes. Alleen in het zuidwesten ligt een groter, aaneengesloten bosgebied. De bossen van Musgrave Land zijn dun begroeid en bestaan uit zowel naaldbos als gemengd bos. Daarnaast zijn er ook enkele kleine draslanden met kenmerkende vegetatie. Op het schiereiland groeien onder andere kruipbramen, die eetbare bessen produceren die in Labrador bekendstaan als bakeapples.

## Geschiedenis

### Prehistorie en inheemse geschiedenis
In Musgrave Land en de directe omgeving zijn archeologische onderzoeken uitgevoerd in 1981 en 1987, zowel rond de Indian Tickle als in hoger gelegen gebieden. Terwijl langs de Labradorse kust honderden prehistorische vindplaatsen van onder meer Paleo-Eskimo's en de Maritiem-Archaïsche cultuur bekend zijn, is er op het schiereiland geen enkele belangrijke ontdekking gedaan. Ook mensen met lokale kennis konden geen archeologische sites aanwijzen. Dit zou te maken kunnen hebben met het geleidelijke omhoog komen van het land door postglaciale opheffing na de laatste ijstijd. Mogelijk waren er hierdoor slechts duizend jaar geleden westelijker gelegen doorgangen aan de kust, waar de inheemse bevolking langs kon reizen en waar ze nederzettingen konden vestigen. Omdat de zeespiegel toen regionaal 3 tot 6 meter hoger lag, zou een groot deel van het huidige schiereiland onder water hebben gestaan, terwijl de rest uit kleine eilanden bestond. Deze verklaring is echter niet afdoende aangezien Musgrave Land, zelfs met veranderde kustlijnen, nog steeds een rijk jacht- en visgebied was met potentiële vestigingslocaties.
De Inuit, de inheemse bevolking van het Canadese noordpoolgebied, vestigden zich pas in de late 15e eeuw in Oost- en Zuid-Labrador. De regio van Musgrave Land was een van de zuidelijkste gebieden waar dit seminomadische volk leefde, dicht bij de grens van Nitassinan, het thuisland van de Innu. De naam Indian Tickle verwijst nog naar het Inuitverleden, hoewel de Inuit tegenwoordig niet meer als "indianen" (First Nations) worden beschouwd. In de 18e eeuw werden de Inuit in Oost- en Zuid-Labrador gedecimeerd door ziektes die de Europeanen meebrachten. De regio kwam steeds meer onder invloed te staan van vissers van Europese komaf, al waren er zowel in de 18e als 19e eeuw ook relatief veel gemengde huwelijken met de overgebleven inheemse inwoners. Zo ontstond geleidelijk de huidige seizoensgebonden bevolking van de streek die zowel blanke als Inuitroots heeft en soms beschreven wordt als Métis of Inuit-Métis.

### 18e en 19e eeuw
Vissers uit Cartwright en de regio van Sandwich Bay bouwden waarschijnlijk al in de late 18e eeuw een zomeruitvalsbasis aan de kust van Musgrave Land, nu bekend als Indian Tickle. In de vroege 19e eeuw groeide deze nederzetting aan belang door de oprichting van twee zogenaamde summer stations, bestaande uit een handelspost en uitgebreide visverwerkingsinfrastructuur (fishing rooms). Deze stations waren alleen tijdens het zomerse visseizoen actief en eigendom van handelaars, die jaarlijks personeel per schip vanuit St. John's lieten overkomen. De locatie was strategisch, vanwege de nabijheid van rijke viswateren en omdat het een natuurlijke stopplaats is, halverwege de belangrijke vissersdorpen Indian Harbour en Battle Harbour, die beide op een dag varen liggen.
Midden de 19e eeuw groeide de handelspost van de Engelsman Warren uit tot een van de belangrijkste in Labrador. In 1856 liet hij in Indian Tickle een van de eerste kerken aan de Labradorse kust bouwen, en de nederzetting had toen 11 permanente inwoners. In 1864 bereikte Indian Tickle zijn hoogtepunt met 52 permanente inwoners, al schommelde het aantal bewoners sterk door de jaren heen. In de tweede helft van de 19e eeuw zwol de bevolking iedere zomer aanzienlijk aan met jaarlijks gemiddeld 250 vissers die voor enkele maanden naar de nederzetting kwamen. Tijdens haar hoogdagen in de 19e eeuw was een deel van de nederzetting ook gevestigd op Indian Island, aan de overkant van het zeegat.
Zeker vanaf de jaren 1880 hadden vissers ook op twee andere plekken op het schiereiland zogenoemde fishing rooms. Zowel bij Cape Greep als bij de Mother Burns Cove werden gebouwen en andere constructies geplaatst voor de visserij en visverwerking. Beide locaties dienden als uitvalsbasis voor lokale families uit het nabijgelegen Sand Hill. Alleen Cape Greep werd beschouwd als een echte nederzetting, al had het nooit permanente bewoners.

### 20e eeuw tot heden
In het begin van de 20e eeuw begon de zogenaamde Labrador fishery, waarbij vissers uit Newfoundland jaarlijks in grote aantallen naar Labrador kwamen, geleidelijk af te nemen. Toch bleef de regio rond Musgrave Land belangrijk voor de visserij. Indian Tickle werd begin 20e eeuw ook tweewekelijks bezocht door een stoomschip dat tussen St. John's en Labrador voer. Om de veiligheid van schepen en vissersboten die door het zeegat Indian Tickle passeerden te verbeteren, besloot de overheid een vuurtoren te bouwen bij White Point. Deze vuurtoren van White Point werd in 1905 voltooid en was destijds de noordelijkste in de kolonie. Hij werd bediend door een vuurtorenwachter, maar in 1933 werd de originele toren vervangen door een nieuwe, automatische vuurtoren.
De honderden kleine, afgelegen nederzettingen in de huidige provincie hadden vaak niet of nauwelijks de basisvoorzieningen die in de 20e eeuw elders stilaan gebruikelijk waren. Dit leidde tot de hervestiging van honderden gemeenschappen. Ook Indian Tickle trof dit lot: in 1935 had het nog 27 permanente inwoners, maar tegen 1945 was het definitief als woonplaats verlaten. De fishing rooms aan Cape Greep en de Mother Burns Cove raakten ook in onbruik en verdwenen uiteindelijk vrijwel zonder zichtbare restanten achter te laten. In de tweede helft van de 20e eeuw werd ook de vuurtoren afgebroken en vervangen door de huidige lichtopstand van White Point.

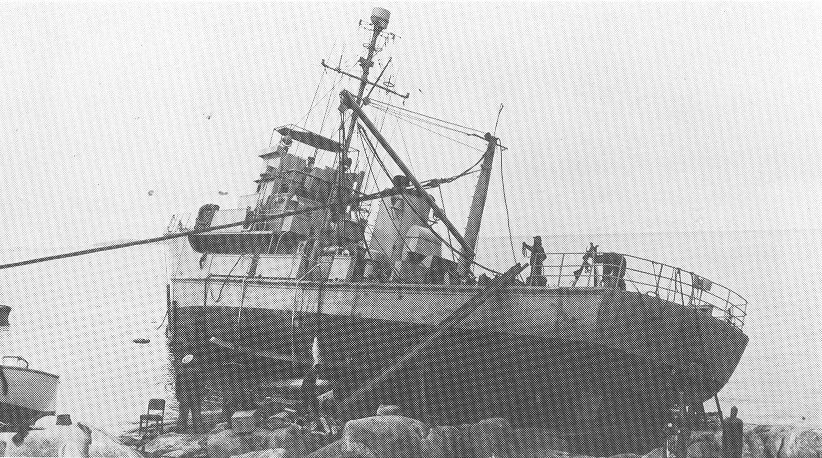
De USS Simon Newcomb vastgelopen op de rotsen van Musgrave Land, met bemanningsleden die ballast van het schip halen

In augustus 1949 vond een opmerkelijk incident plaats toen de USS Simon Newcomb, een schip van de US Navy, tijdens hydrografisch onderzoek vastliep in Mother Burns Cove. De ballast werd aan land gebracht, waarna een ander marineschip het uiteindelijk los kon trekken. Toch werd de USS Simon Newcomb het jaar daarop in de VS gesloopt.
Hoewel Indian Tickle vanaf het midden van de 20e eeuw geen permanente bewoners meer had, bleef het in gebruik als zomernederzetting, passend bij de seminomadische visserscultuur van de regio. In 1965 verbleven er in de zomer nog 65 mensen, zowel uit Cartwright als uit Newfoundland. Tot 1976 werd de nederzetting meerdere keren per zomer bezocht door een schip dat post afleverde. Tegen 1990 was het aantal huizen in de ooit grote nederzetting teruggelopen tot zeven, die nog steeds als zomerverblijf werden gebruikt door zowel lokale bewoners als Newfoundlanders. In de jaren 2020 staan er nog steeds zeven huizen en enkele bijgebouwen.